# سنورس (مركز)
مركز سنورس، مركز إداري مصري. يقع في محافظة الفيوم الواقعة في جمهورية مصر العربية. القاعدة الإدارية للمركز هي مدينة سنورس.